# Generał Toszewo (miasto)
Generał Toszewo (bułg. Генерал Тошево) – miasto w Bułgarii, w obwodzie Dobricz, siedziba gminy Generał Toszewo. W 2019 roku liczyło 6 029 mieszkańców.